# Isla de Menjangan

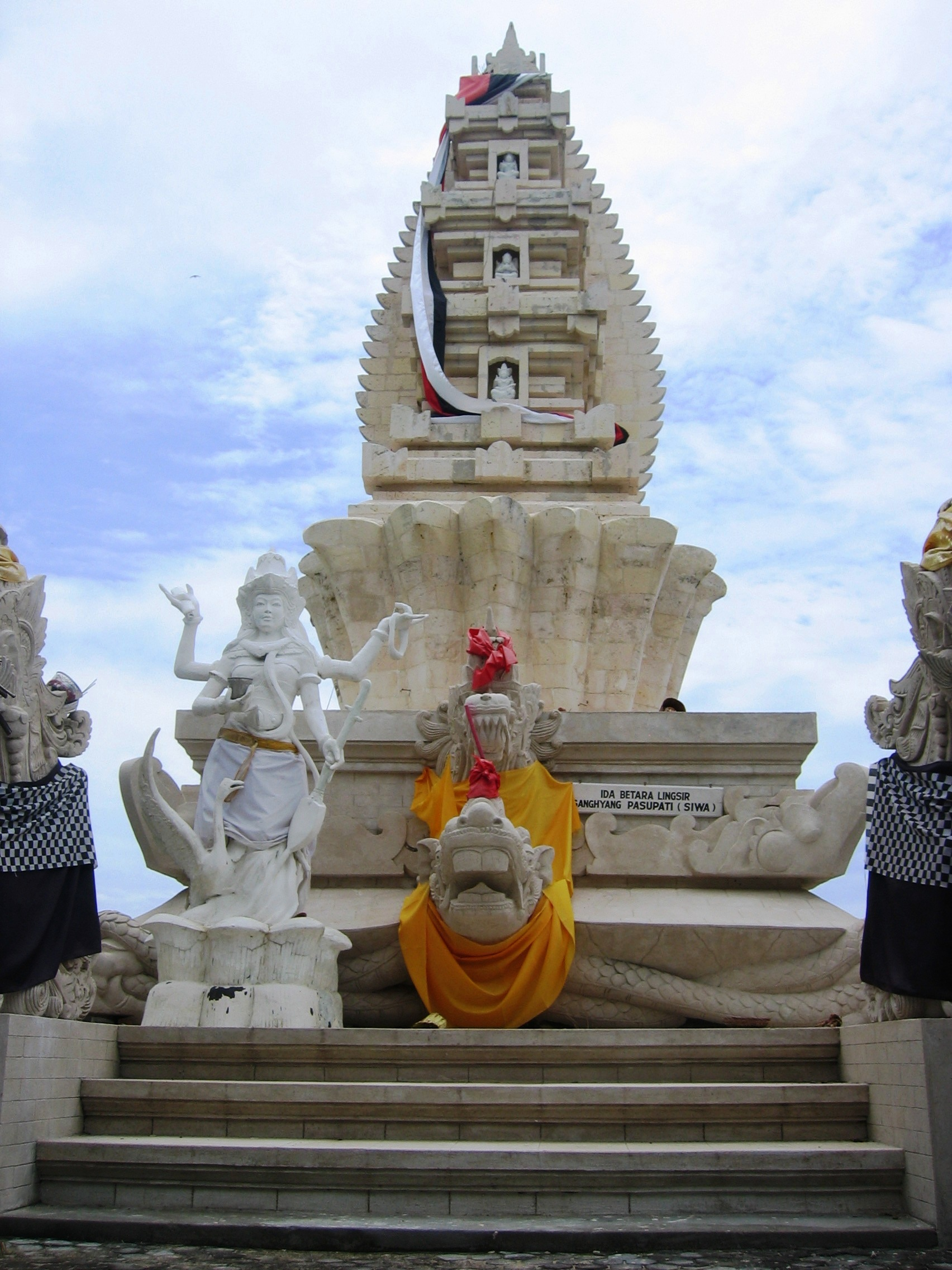
Isla Menjangan, Bali, Indonesia.

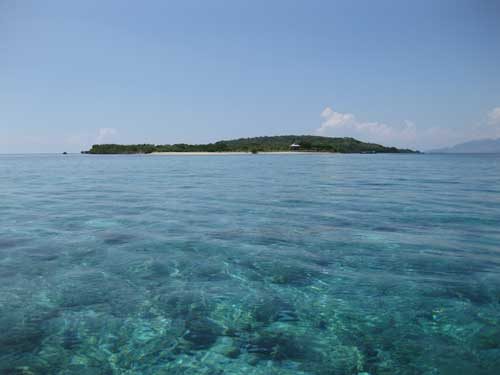
Isla Menjangan, desde el oeste.

La pequeña isla de Menjangan, forma parte del archipiélago de Indonesia, y está situada a 5 millas al noroeste de la isla de Bali. Ciervo es la palabra indonesia para "Menjangan". Los lugareños le dieron el nombre cuando notaron que las manadas de ciervos salvajes viajaban 1,2 kilómetros hasta la isla cada primavera mientras nadaban.

## Localidad
Aunque la isla es una parte importante del Parque Nacional Bali Barat, está asignada al distrito administrativo de Java y cae bajo su jurisdicción. Las grandes ciudades más cercanas son: Singaraja, ubicada en el norte de Bali y Banyuwangi, ubicada en la costa este de Java. El asentamiento más cercano es el pueblo de Sumberkima. El aeropuerto más cercano es el regional de Letkol Wisnu (aproximadamente 8 millas de la isla) y el aeropuerto comercial más cercano es el Aeropuerto Internacional de Banyuwangi en la vecina provincia de Java Oriental.

## Información general

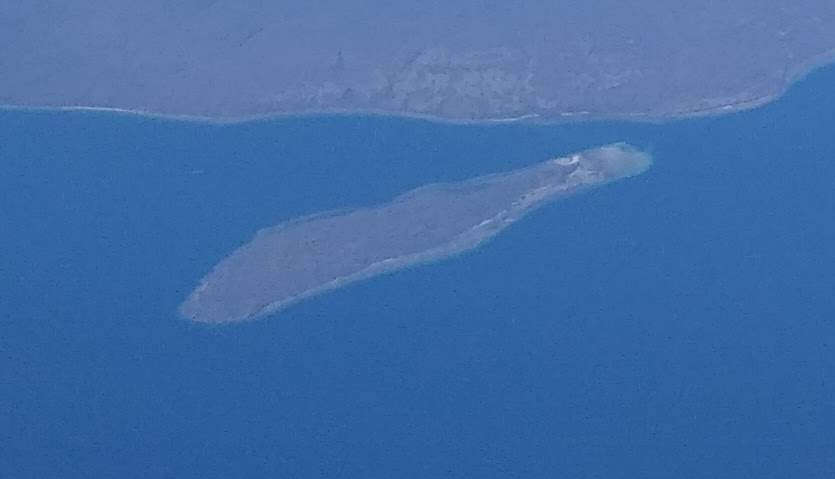
Isla Menjangan vista desde el aire

| Tamaño      | alrededor de 15 millas cuadradas                                      |
| Superficie  | arena y césped seco                                                   |
| Habitantes  | 16 monjes hindúes                                                     |
| Estructuras | puerto de amarre (oeste), 3 templos hindúes                           |
| Fauna       | ciervos salvajes, conejos salvajes, lagartos monitores, pollo salvaje |

## Vida marina
La isla es considerada una parte importante de la industria turística local, ya que su fauna marina incorpora uno de los arrecifes de coral mejor conservados de la zona. Todas las tiendas de buceo organizan viajes diarios a la isla.